# الحركى الجدد
الحركى الجدد بالفرنسية:(Les nouveaux harkis) 
ظهر اسم الحركى في الجزائر وإستقر خلال ثورة التحرير الجزائرية كوصف للجزائريين الذين انقلبوا ضد أبناء وطنهم خدمةَ للاستعمار الفرنسي، وقد إقتصر دور الحركى في البداية على الترجمة ونقل رسائل الاستعمار الفرنسي إلى الشعب الجزائري ثم تطور إلى التفنن في التنكيل بأبناء وطنهم وذلك إما لإثبات ولائهم للمستعمر أو احتقارا لكل ما هو ليس فرنسي، وفي السنوات الأخيرة أي بداية الألفينات ظهر مفهوم الحركى الجدد في بعض التعليقات على شبكات التواصل الإجتماعي ثم تم تداوله على الساحة السياسية والإعلامية الجزائرية، وكان وصفا لفئة ظهرت بقوة خلال هذه السنوات، لها نفس دور حركى الاستعمار الفرنسي لكن بطريقة حديثة تتماشى ومتطلبات الاستعمار الحديث الذي أصبح إستعمارا ثقافيا، إعلاميا، فكريا واقتصاديا وظهرت بذلك حاجة الاستعمار الحديث إلى تطوير دور الحركى بما يتوافق واحتياجاته الحديثة، فلجأ إلى ما يسمى بالحركى الجدد الذين تموضعوا في القنوات الإعلامية الفرنسية الناطقة باللغة العربية ودواليب المؤسسات الثقافية والاقتصادية التي تعمل على التماس مع المواطن الجزائري، وللعب هذا الدور الذي لا يختلف عما كان يمارسه حركى الاستعمار الفرنسي لجأت فرنسا بطرق مباشرة وغير مباشرة إلى تجنيد أشخاص من أصول عربية وجزائرية بثقافة وولاء فرنسي، فتفننت الفئة الأولى من الحركى الجدد في نقل رسائل فرنسا الفكرية والثقافية إلى الشعب الجزائري والتنكيل بكافة مقوماته بطريقة إعلامية جد محترفة مغلفة بحرية التعبير والديمقراطية، وبالإضافة إلى ذلك عملت الفئة الثانية من الحركى الجدد، وهم في أغلبهم فئة ال فرانكوفيل أو ضحايا الفئة الأولى من الحركى الجدد في دواليب المؤسسات الاقتصادية والثقافية •أولا على عزل الشعب الجزائري عن العالم و ربط كافة مصالحه بفرنسا فقط وذلك عن طريق فرض اللغة الفرنسة كلغة اقتصاد وأعمال في الجزائر ومحاربة كافة اللغات وجعل الفرنسية أهم شرط لتقلد أي مسؤولية، و•ثانيا على محاربة اللغة العربية خاصة في الإدارات و المؤسسات الاقتصادية وخلق العراقيل والحواجز أمام كل من ينفتح أو يتبنى ثقافة أو لغة أخرى مختلفة عن الفرنسية بما في ذلك اللغة العربية أو الانجليزية وذلك بعد تحجيم باقي الثقافات و إتهام كل من لا يتبنى الثقافة و اللغة الفرنسية بالجهل و التخلف وبالتالي عدم الأهلية والنتيجة هي هيمنة ثقافية وفكرية و ارتباط اقتصادي غير متوازن بفرنسا فقط و عزلة اقتصادية وثقافية و فكرية عن باقي العالم.

## وصلات خارجية
صحيفة الجزائر اليوم، الحركى الجدد .. عيون الاستعمار على الجزائر، بقلم السيد عبد المالك محمدي / باحث.
الشروق اليومي حاسبوا "الحركى الجدد"! ، بقلم السيد قادة بن عمار.